# Campeonato Mundial de Clubes de voleibol femenino de la FIVB de 2013
El Campeonato Mundial de Clubes de voleibol femenino de la FIVB de 2013 fue la séptima edición del torneo y cuarta desde su reanudación.
El equipo turco Vakıfbank Istanbul, campeón europeo, derrotó en la final al Unilever Vôlei de Brasil y campeón sudamericano, para obtener su primer título en esta competencia tras haber perdido la final de 2011.

## Equipos participantes
- Vakıfbank Istanbul, campeón europeo.[1]
- Unilever Vôlei, campeón sudamericano.
- Kenya Prisons, campeón africano.
- Guangdong Evergrande, campeón asiático.
- Iowa Ice, representante NORCECA.
- Vólero Zürich, invitado, equipo local.

### Grupos
| Grupo A - Kenya Prisons - Guangdong Evergrande - Vólero Zürich | Grupo B - Iowa Ice - Vakıfbank Istanbul - Unilever Vôlei |

## Modo de disputa
El torneo consta de dos etapas. En la primera fase, los seis equipos se dividen en dos grupos de tres integrantes, donde juegan todos contra todos una vez. Al finalizar esta etapa, los dos mejores equipos de cada grupo avanzan a las semifinales, mientras que los restantes equipos dejan de disputar el campeonato.
En la segunda fase se enfrentan los primeros de cada grupo con los segundos del otro grupo, es decir, el primero del grupo A con el segundo del grupo B y el primero del grupo A con el segundo del grupo B. Los ganadores de estos enfrentamientos disputan la final mientras que los perdedores disputan el partido por el tercer puesto.

## Sede
| Zúrich                                   |
| ---------------------------------------- |
| Saalssporthall                           |
| 47°22′43″N 8°32′24″E / 47.37861, 8.54000 |
| Capacidad: 2300                          |

## Primera fase

### Grupo A
| Pos. | Equipo               | Pts | PG | PP | SG | SP | PG  | PP  |
| ---- | -------------------- | --- | -- | -- | -- | -- | --- | --- |
| 1.°  | Vólero Zürich        | 6   | 2  | 0  | 6  | 1  | 180 | 133 |
| 2.°  | Guangdong Evergrande | 3   | 1  | 1  | 4  | 3  | 172 | 143 |
| 3.°  | Kenya Prisons        | 0   | 0  | 2  | 0  | 6  | 74  | 150 |

| Fecha         |               | Res   |               | Set 1 | Set 2 | Set 3 | Set 4 | Set 5 | Total  |
| ------------- | ------------- | ----- | ------------- | ----- | ----- | ----- | ----- | ----- | ------ |
| 9 de octubre  | Guangdong     | 3 - 0 | Kenya Prisons | 25-14 | 25-11 | 25-13 | —     | —     | 75-38  |
| 10 de octubre | Vólero Zürich | 3 - 1 | Guangdong     | 26-24 | 25-21 | 29-31 | 25-21 | —     | 105-97 |
| 11 de octubre | Vólero Zürich | 3 - 0 | Kenya Prisons | 25-17 | 25-13 | 25-6  | —     | —     | 75-36  |

### Grupo B
| Pos. | Equipo             | Pts | PG | PP | SG | SP | PG  | PP  |
| ---- | ------------------ | --- | -- | -- | -- | -- | --- | --- |
| 1.°  | Vakıfbank Istanbul | 6   | 2  | 0  | 6  | 1  | 171 | 126 |
| 2.°  | Unilever Vôlei     | 3   | 1  | 1  | 4  | 3  | 156 | 148 |
| 3.°  | Iowa Ice           | 0   | 0  | 2  | 0  | 6  | 97  | 150 |

| Fecha         |                | Res   |             | Set 1 | Set 2 | Set 3 | Set 4 | Set 5 | Total |
| ------------- | -------------- | ----- | ----------- | ----- | ----- | ----- | ----- | ----- | ----- |
| 9 de octubre  | Unilever Vôlei | 3 - 0 | Iowa Ice    | 25-14 | 25-16 | 25-22 | —     | —     | 75-52 |
| 10 de octubre | VB Istanbul    | 3 - 0 | Iowa Ice    | 25-16 | 25-12 | 25-17 | —     | —     | 75-45 |
| 11 de octubre | Unilever Vôlei | 1 - 3 | VB Istanbul | 20-25 | 18-25 | 25-21 | 18-25 | —     | 81-96 |

## Segunda fase
|  | Semifinales   | Semifinales |   |               | Final        | Final |  |
|  |               |             |   |               |              |       |  |
|  |               |             |   |               |              |       |  |
|  |               |             |   |               |              |       |  |
|  | Vólero Zürich | 0           |   |               |              |       |  |
|  | Unilever      | 3           |   |               |              |       |  |
|  |               |             |   |               |              |       |  |
|  |               |             |   |               |              |       |  |
|  |               |             |   |               | Unilever     |       |  |
|  |               | VB Istanbul | 3 |               |              |       |  |
|  |               |             |   |               |              |       |  |
|  |               |             |   |               |              |       |  |
|  |               |             |   |               | Tercer lugar |       |  |
|  |               |             |   |               |              |       |  |
|  | VB Istanbul   | 3           |   | Vólero Zürich |              |       |  |
|  | Guangdong     | 0           |   |               | Guangdong    | 3     |  |

### Semifinales
| Fecha         |               | Res   |                | Set 1 | Set 2 | Set 3 | Set 4 | Set 5 | Total |
| ------------- | ------------- | ----- | -------------- | ----- | ----- | ----- | ----- | ----- | ----- |
| 12 de octubre | Vólero Zürich | 0 - 3 | Unilever Vôlei | 23-25 | 20-25 | 16-25 | —     | —     | 59-75 |
| 12 de octubre | VB Istanbul   | 3 - 0 | Guangdong      | 28-26 | 25-15 | 25-20 | —     | —     | 78-61 |

### Tercer puesto
| Fecha         |               | Res   |           | Set 1 | Set 2 | Set 3 | Set 4 | Set 5 | Total |
| ------------- | ------------- | ----- | --------- | ----- | ----- | ----- | ----- | ----- | ----- |
| 13 de octubre | Vólero Zürich | 1 - 3 | Guangdong | 26-24 | 23-25 | 18-25 | 21-25 | —     | 88-99 |

### Final
| Fecha         |             | Res   |                | Set 1 | Set 2 | Set 3 | Set 4 | Set 5 | Total |
| ------------- | ----------- | ----- | -------------- | ----- | ----- | ----- | ----- | ----- | ----- |
| 13 de octubre | VB Istanbul | 3 - 0 | Unilever Vôlei | 25-23 | 27-25 | 25-16 | —     | —     | 75-64 |

## Posiciones finales
| Pos. | Equipo               |
| ---- | -------------------- |
|      | Vakıfbank Istanbul   |
|      | Unilever Vôlei       |
|      | Guangdong Evergrande |
| 4.°  | Vólero Zürich        |
| 5.°  | Iowa Ice             |
| 5.°  | Kenya Prisons        |

| Campeón Mundial de Clubes        |
| -------------------------------- |
| Vakıfbank Istanbul Primer título |

## Premios

### Jugadoras
- Jugadora más valiosa

 Jovana Brakočević (Vakıfbank Istanbul).
| - Mejor opuesta Sarah Pavan (Unilever Vôlei) - Mejor líbero Yuko Sano (Vólero Zürich) - Mejor armadora Shen Jingsi (Guangdong Evergrande) | - Mejores bloqueadoras Christiane Fürst (Vakıfbank Istanbul) Carol (Unilever Vôlei) - Mejores puntas Kenia Carcaces (Vólero Zürich) Gözde Kırdar Sonsırma (Vakıfbank Istanbul) |